# Titularbistum Acelum
Acelum (ital.: Asolo) ist ein Titularbistum der römisch-katholischen Kirche. 
Es geht zurück auf einen Bischofssitz in der Stadt Asolo, die sich in der italienischen Region Venetien befindet. Es gehörte der Kirchenprovinz Venedig an.
| Titularbischöfe von Acelum |                                                         | |                   |                   |
| Nr.                        | Name                                                    | Amt | von               | bis               |
| 1                          | Peter Chung Hoan Ting                                   | Apostolischer Koadjutorvikar/ Apostolischer Vikar von Kota Kinabalu Apostolischer Vikar von Kuching (Malaysia) | 1. September 1970 | 31. Mai 1976      |
| 2                          | Jean Romary                                             | Weihbischof in Paris (Frankreich)                                                                              | 13. Juli 1976     | 21. Oktober 1976  |
| 3                          | Carlo Fanton                                            | Weihbischof in Vicenza (Italien)                                                                               | 13. November 1976 | 26. März 1999     |
| 4                          | Silvano Maria Tomasi CS Titularerzbischof pro illa vice | Apostolischer Nuntius                                                                                          | 24. April 1999    | 28. November 2020 |
| 5                          | Juan José Salaverry Villarreal OP                       | Weihbischof in Lima (Peru)                                                                                     | 10. Februar 2021  |                   |